# کوتاشوو
کوتاشوو (انگلیسی: Kutashevo) یک شهرک در شهرستان مچتلینسکی استان باشقیرستان کشور روسیه است.